# جيليكو ميلينوفيتش
جيليكو ميلينوفيتش (سلوفينية: Željko Milinovič؛ مواليد 12 أكتوبر 1969 في ليوبليانا) هو لاعب كرة قدم سلوفيني سابق مثل بلاده في مسابقتين كبيرتين تأهلت إليهما (بطولة أمم أوروبا 2000 وكأس العالم 2002).

## روابط خارجية
- جيليكو ميلينوفيتش على موقع الاتحاد الدولي (مؤرشف)  (الإنجليزية)
- جيليكو ميلينوفيتش على موقع رابطة كرة القدم اليابانية للمحترفين (اليابانية)
- جيليكو ميلينوفيتش على موقع قاعدة بيانات كرة القدم.إي يو (الإنجليزية)
- جيليكو ميلينوفيتش على موقع ناشيونال فوتبول تيمز (الإنجليزية)
- جيليكو ميلينوفيتش على موقع Soccerway.com (الإنجليزية)
- جيليكو ميلينوفيتش على موقع عالم كرة القدم.نت (الإنجليزية)